# Villatorres
Villatorres – gmina w Hiszpanii, w prowincji Jaén, w Andaluzji, o powierzchni 72,68 km². W 2011 roku gmina liczyła 4467 mieszkańców.